# Долгово (Павловский район)
Долго́во — деревня в Павловском районе Нижегородской области. Входит в состав Таремского сельсовета.
В Долгове расположена птицефабрика «Павловская»